# Marie Majerová

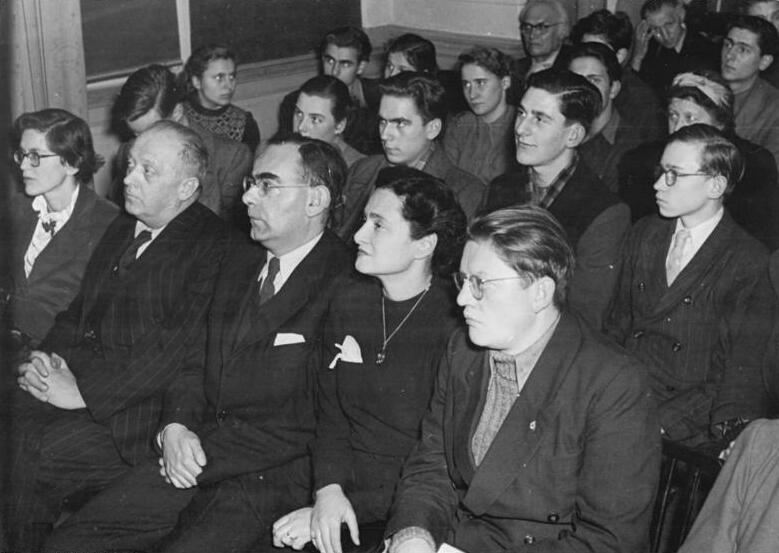
Acte en honor del 70è aniversari de l'escriptora Marie Majerová a la Casa de l'Aliança Cultural de Berlín l'1 de febrer del 1952

Marie Majerová (Úvaly, Bohèmia, 1 de febrer del 1882 - Praga, 16 de gener del 1967) fou una escriptora txeca.

## Biografia
Nascuda a Úvaly en el si d'una família de classe treballadora, va créixer a Kladno i, quan tenia setze anys, va començar a treballar com a serventa a Budapest. Va completar la seua educació a Praga, París i Viena i fou membre del Partit Comunista de Txecoslovàquia des del seu inici. A més, també va participar en el moviment feminista.
Es va casar dues vegades: la primera, amb el periodista Josef Stivin i, la segona, amb l'artista gràfic Slavoboj Tusar.

## Estil literari
La primera etapa narrativa de Majerová va estar influïda pels cànons del naturalisme francès (Virginitat, 1907), però es va donar a conèixer sobretot per les seues novel·les emmarcades en el realisme social: El més bell dels mons (1923) i Sirena (1935), en les quals descriu els ambients miners del Kladno de finals del segle xix. Ha estat, a més, autora de nombrosos relats infantils (La petita Robinson, 1940), de novel·les de temàtica femenina (Filles de la meva pàtria, 1910) i de l'obra autobiogràfica Pàgines íntimes (1966).
La major part de les seues novel·les han estat traslladades al cinema i també escriví reportatges periodístics.

## Llegat
La pel·lícula del 1937 La virginitat (dirigida per Otakar Vávra) es va basar en la seua novel·la del mateix títol. A més, la seua novel·la La sirena fou la base per al guió d'una pel·lícula del 1947 amb el mateix títol dirigida per Karel Steklý, la qual va rebre un Lleó d'Or al Festival Internacional de Cinema de Venècia.
L'escriptor i editor txecocanadenc Josef Škvorecký va afirmar que el personatge de Marie Burdychova en la seua novel·la The Miracle Game estava basat físicament en la figura de Marie Majerová.

## Obres selectes
- Náměstí republiky (Plaça de la República), novel·la del 1914.
- Nejkrásnější svět (El Món més Bonic), novel·la del 1920.
- Mučenky (Passionera), contes del 1924.
- Přehrada (El granger), novel·la del 1932.
- Siréna (Sirena), novel·la del 1935.
- Havířská balada (Balada d'un miner), 1938.
- Spisy (Escrits), obres completes en 19 volums, 1962.